# Software in the Public Interest
Software in the Public Interest, Inc. (SPI) — некоммерческая организация, созданная Брюсом Перенсом в 1997 году с целью помочь другим организациям создавать и распространять свободное программное обеспечение и открытые аппаратные решения. Любой человек имеет право подать заявку на членство в организации.
В 2007 году SPI была выбрана Фондом Викимедиа в качестве независимого нейтрального партнёра для проведения выборов в Совет Попечителей. По 2011 год выборы и наиболее важные опросы, организованные Фондом Викимедиа, проводились на защищённых серверах этой организации.

## Связанные проекты
44 проекта связаны с SPI:
- 0 A.D.
- Adélie Linux
- ankur.org.in
- aptosid
- Arch Linux
- Arch Linux 32
- ArduPilot[англ.]
- Battle for Wesnoth
- Compile Farm
- Debian
- FFmpeg
- Fluxbox
- Gallery
- Ganeti[англ.]
- Gentoo Linux
- GNUstep
- GNU TeXmacs
- haskell.org
- LibreOffice
- MinGW
- MPI Forum
- NTPsec
- ns-3[англ.]
- OFTC[англ.]
- Open Bioinformatics Foundation[англ.]
- Open MPI[англ.]
- Open Voting Foundation
- OpenEmbedded
- OpenSAF[англ.]
- OpenVAS
- OpenZFS[англ.]
- PMIx
- POCO
- PostgreSQL
- Privoxy
- Rocket[англ.]
- SproutCore
- SMC[англ.]
- systemd
- The Mana World
- translatewiki.net
- Tux4Kids
- X.Org
- YafaRay

## Совет директоров
На данный момент[когда?] организация состоит из:
- Президент — Bdale Garbee
- Вице-президент — Joerg Jaspert
- Секретарь — Jonathan McDowell
- Управляющий финансами
- Совет директоров:
  - Joshua D. Drake
  - David Graham
  - Jimmy Kaplowitz
  - Martin Zobel-Helas
- Консультанты:
  - Юридический консультант — Gregory Pomerantz
  - Лидер проекта Debian